# 三宮駅 (神戸市営地下鉄)
三宮駅（さんのみやえき）は、兵庫県神戸市中央区にある神戸市営地下鉄西神・山手線の駅。駅番号はS03。

## 概要
神戸市の都心・三宮に位置するターミナル駅である。西日本旅客鉄道（JR西日本）東海道本線（JR神戸線）の三ノ宮駅を含め各線と接続する交通の要衝となっており、各社線とも兵庫県内で最も利用客が多い。駅周辺は百貨店や商業施設、飲食店などが集積しており、県内及び市内最大の繁華街を形成している。
当初は東海道本線と山陽本線の境界である神戸駅が神戸側のターミナル駅として建設された経緯があったが、三宮駅に私鉄や地下鉄の路線が集積することで、戦前からの神戸市の中心部であった新開地（神戸駅西側の地域）から三宮へ神戸市の都心が移る要因のひとつともなった。「私鉄王国」と呼ばれていた地域に位置することもあり、神戸新交通を除く各路線が東西に並行するように走っている。各路線のホームや駅舎の規模を合わせると、県下最大規模の駅である姫路駅を上回る。山陽新幹線の停車駅である新神戸駅へは神戸市営地下鉄西神・山手線で1駅の距離である。
当地区は神戸市の都心・三宮の再整備プロジェクトの中心とされており、これまで市、鉄道各社、有権者を交えた再開発の検討が行われている。市が発表した「神戸三宮「えき≈まち空間」基本計画」では、「三宮クロススクエア」として三宮駅周辺のフラワーロード、中央幹線への一般車両乗り入れを無くし歩行者専用空間に改造するとされており、各駅ビル等の再開発が進められている。2013年・2014年の阪神・阪急三宮駅の駅名改称により、JR、新交通・地下鉄、阪神・阪急がそれぞれ違う駅名を称しているが、同計画では各社6つの駅があたかも一つの大きな「えき」となるような空間を目指しており、各社ばらばらとなっている駅名を「神戸三宮駅」に統一したい意向を示している。

### 当駅からの接続路線
- 神戸市交通局（神戸市営地下鉄）

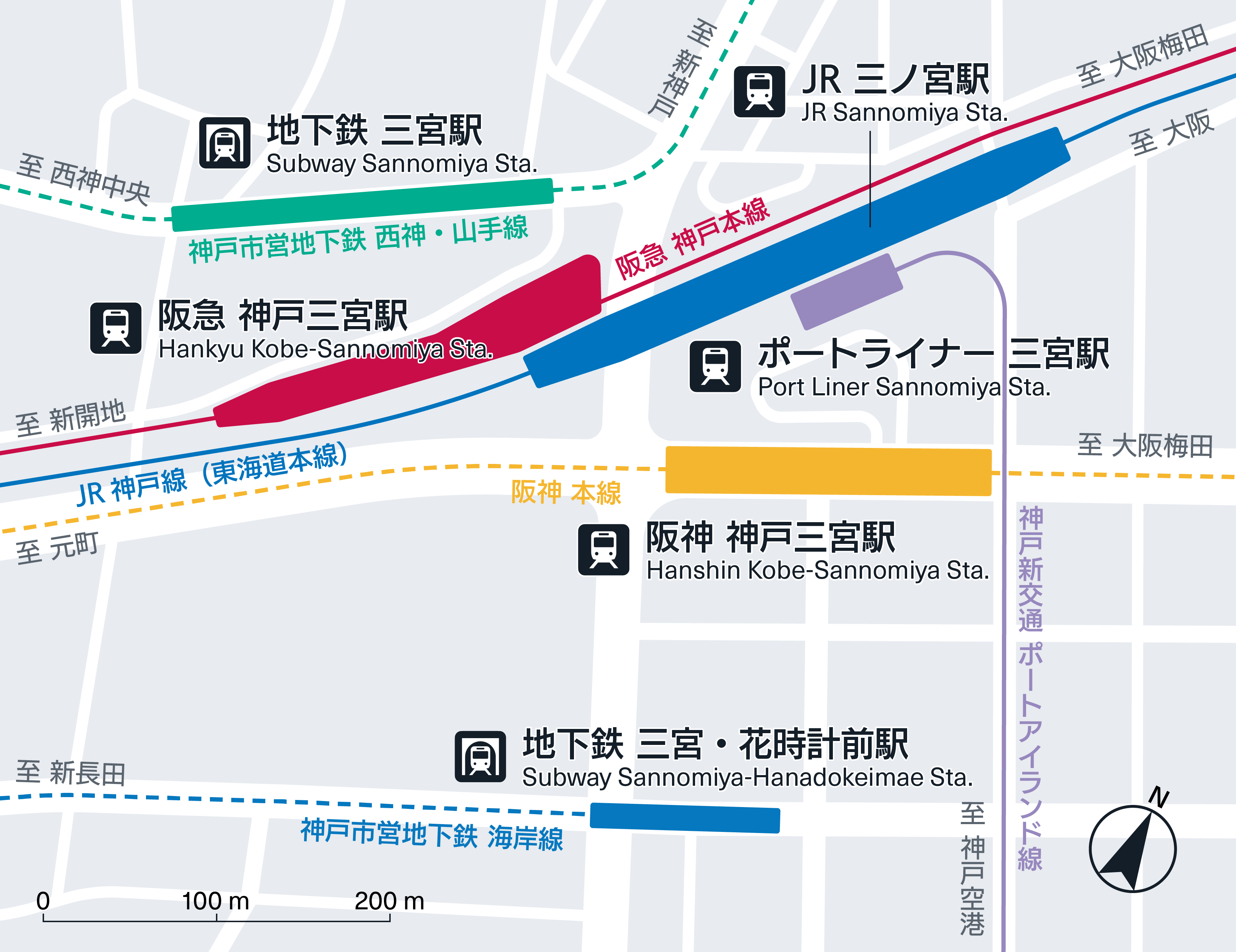
各鉄道路線の三宮駅の駅位置を正縮尺で描いた地図。

  - 海岸線：三宮・花時計前駅 - 駅番号はK01
- 西日本旅客鉄道（JR西日本）
  - 東海道本線（JR神戸線）： 三ノ宮駅 - 駅番号はJR-A61
- 神戸新交通
  - ポートアイランド線：三宮駅 - 当駅が起点、駅番号はP01
- 阪神電気鉄道
  - 本線：神戸三宮駅 - 駅番号はHS 32
- 阪急電鉄 - 駅番号はHK-16
  - 神戸本線・ 神戸高速線：神戸三宮駅 - 両線とも当駅が終点

## 歴史
- 1985年（昭和60年）6月18日：開業[1]。
- 1995年（平成7年）
  - 1月17日：阪神・淡路大震災が発生し、運行を停止。
  - 2月16日：西神・山手線が全線で運行再開するも、当駅は全列車通過扱い[1][5]。
  - 3月16日：営業を再開[1][5]。
- 2018年（平成30年）3月3日：ホームドアの使用開始[6]。

## 駅構造
単式ホーム1面1線×2層構造の地下駅である。駅イメージテーマは「国際性と未来志向」。
当駅 - 大倉山駅間は幅員の狭い生田新道の地下を通るため、地下1階に改札口、地下2階に1番線（新神戸・谷上方面行き）、地下3階に2番線（西神中央方面行き）ホームがある。改札口は東改札口・西改札口と2つあり、それぞれ東出口1 - 8番、西出口1 - 3番がある。東改札口は阪急への乗り換え口と直結しているほか、阪神・地下鉄海岸線（さんちか経由）方面への乗り換えは地下連絡通路を通り地上へ上がらず到達することが可能である。また、ステラビル、北野坂壱番館ビル、Uライン三宮ビルなどと直結する。東出口3、7、8と、東改札口内・西改札口内にエレベーターがある。2020年12月25日より、東改札口と西改札口を結ぶ地下連絡通路が供用開始された。
駅名標には、2013年4月1日から広告として近隣の温浴施設である「神戸サウナ&スパ前」が付記されていたが、2019年3月31日に契約期間が終了しており、以後の更新については発表されていない。
地下鉄海岸線へは、一旦改札を出てさんちかを介して三宮・花時計前駅で乗り換えとなる。連続して乗車する場合、区間を通算して乗車券を購入して乗り継ぐことができ、その場合は当駅の改札内を出場してから90分以内に三宮・花時計前駅の改札内に入場する必要がある。
1985年（昭和60年）6月18日、大倉山駅 - 新神戸駅間延伸時に開業。神戸市営地下鉄全駅の中で乗降客数が最も多い駅である。現在ホームは6両編成の列車のみが発着しているが、将来の8両編成化を見越したホーム長となっている。現在、阪急神戸本線との相互乗り入れが検討されており、三宮駅での接続が候補のひとつとして挙げられている（後述）。
2018年には、ホームからの転落を防止するための可動式ホーム柵が神戸市営地下鉄で初めて設置された。

### のりば
| 番線 | 路線         | 行先                          |
| ---- | ------------ | ----------------------------- |
| 1    | 西神・山手線 | ■新神戸・谷上方面             |
| 2    | 西神・山手線 | □名谷・学園都市・西神中央方面 |

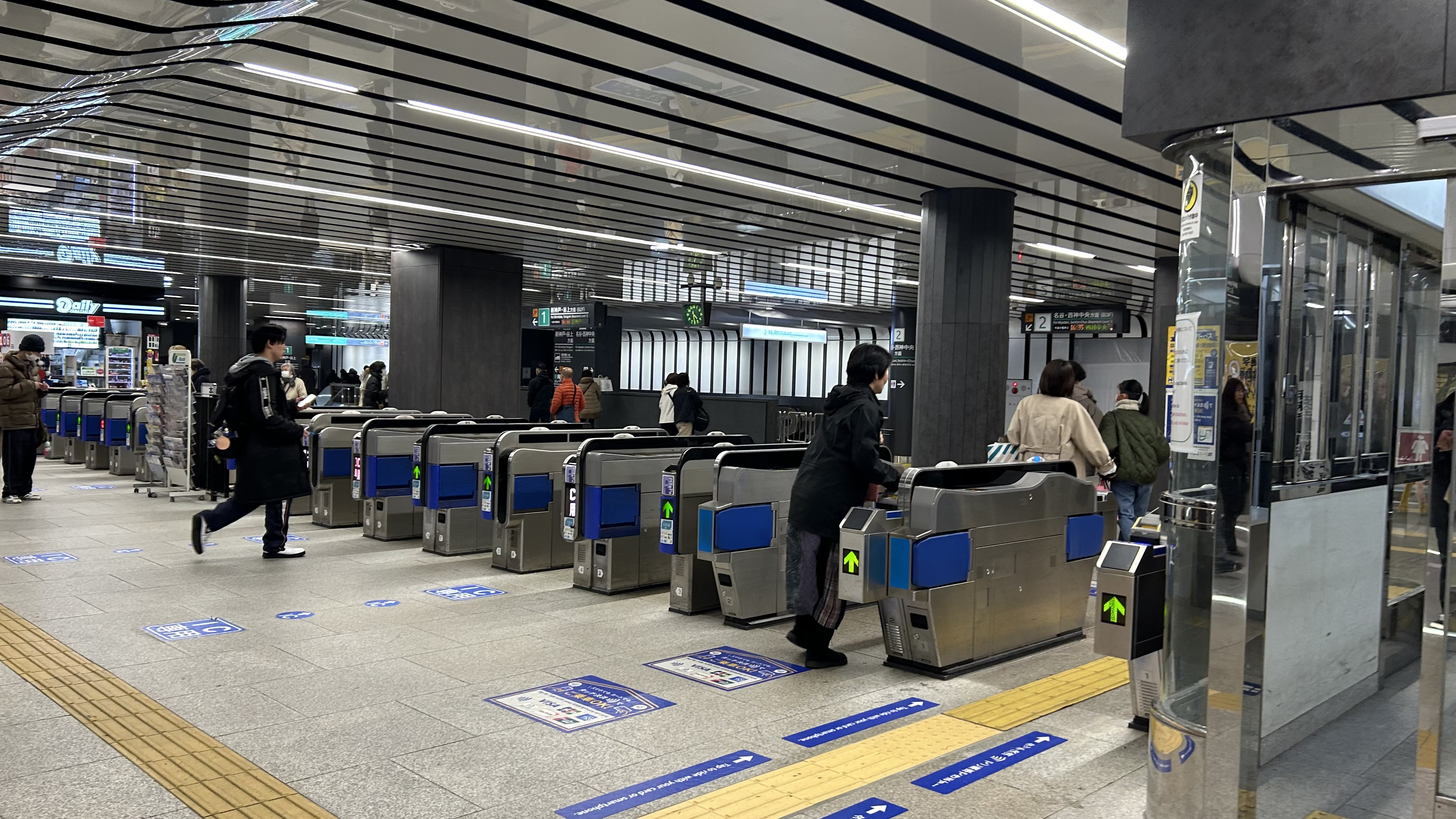
東改札口
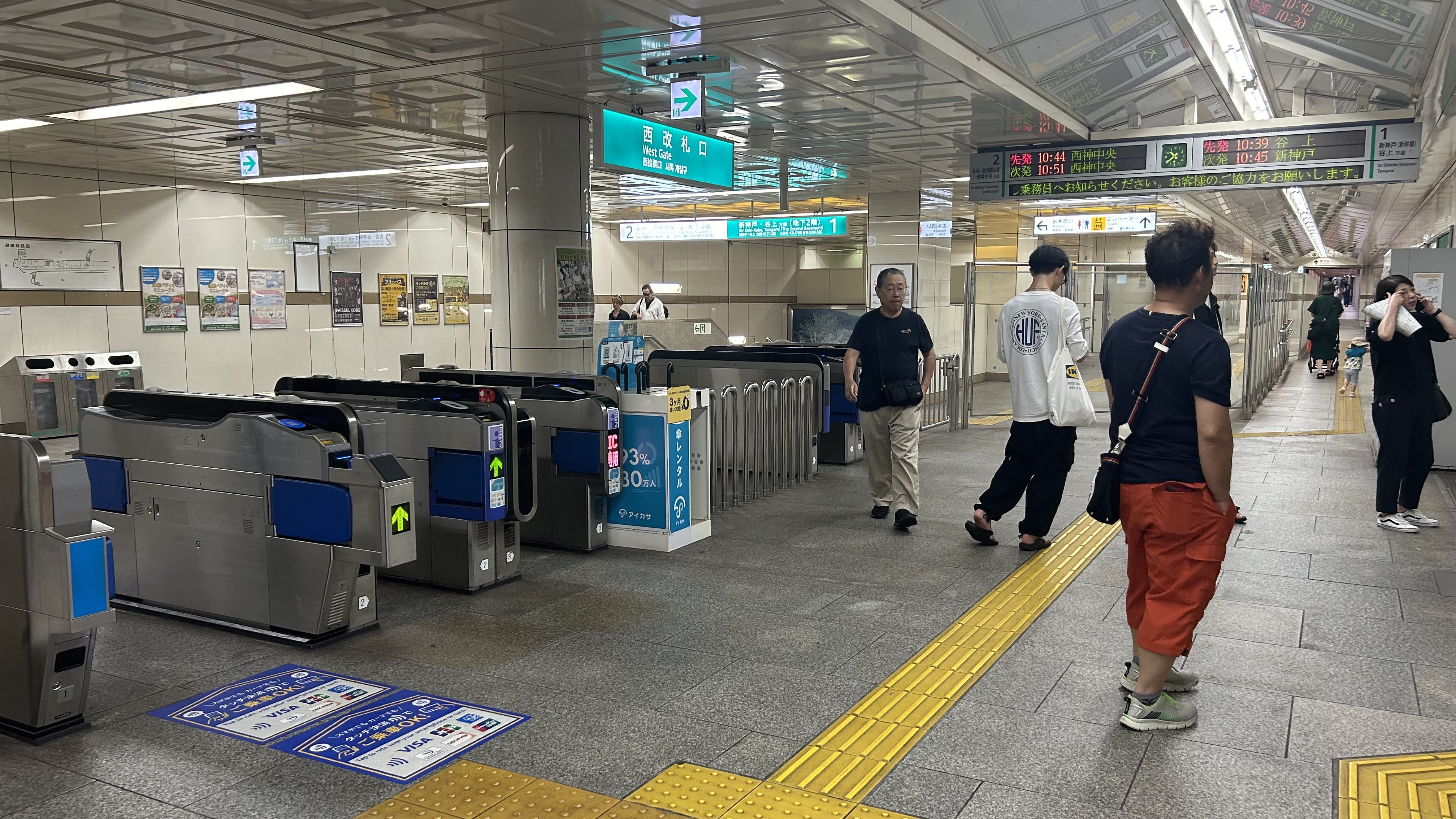
西改札口
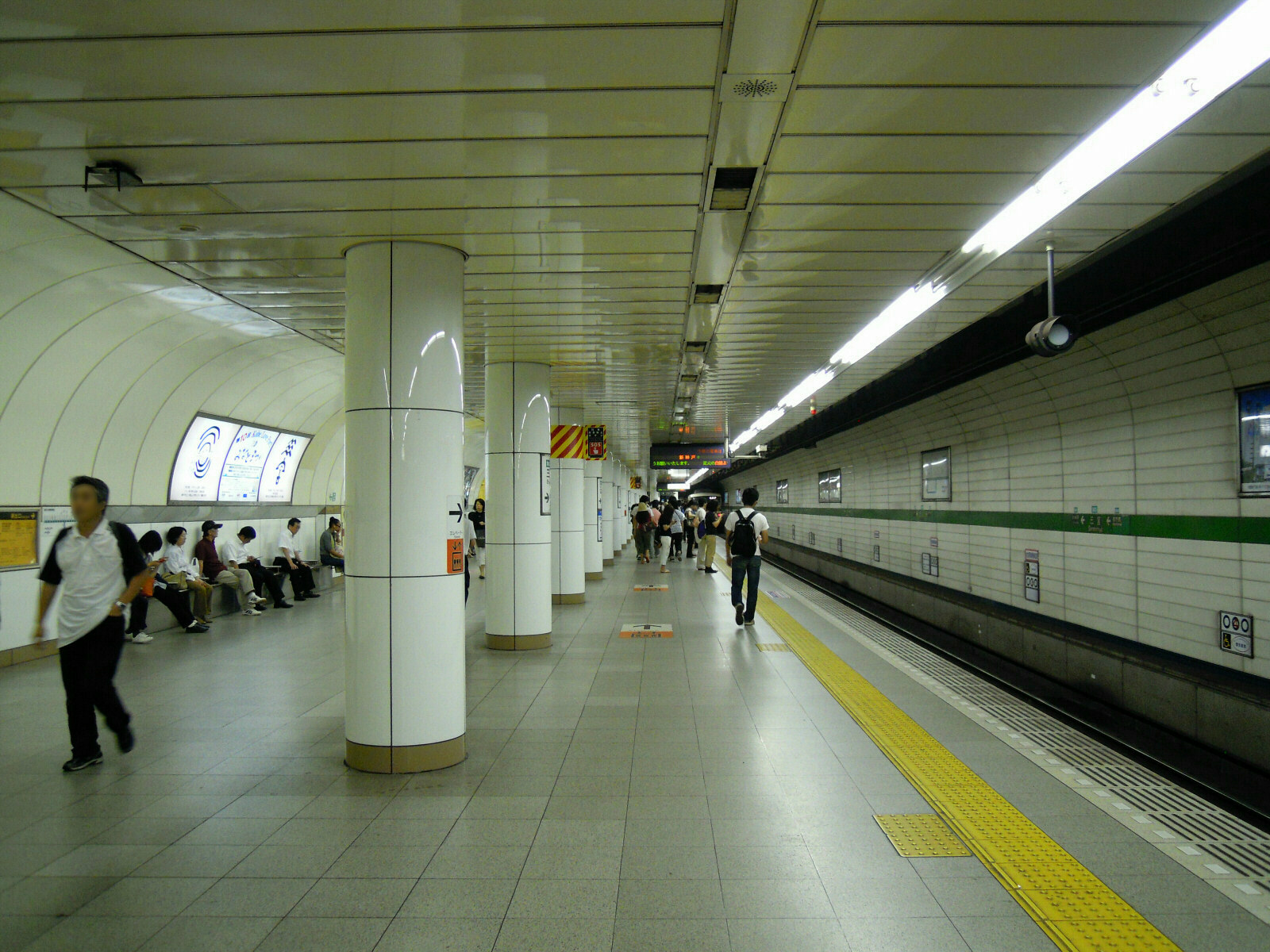
1番線プラットホーム（ホームドア設置前）
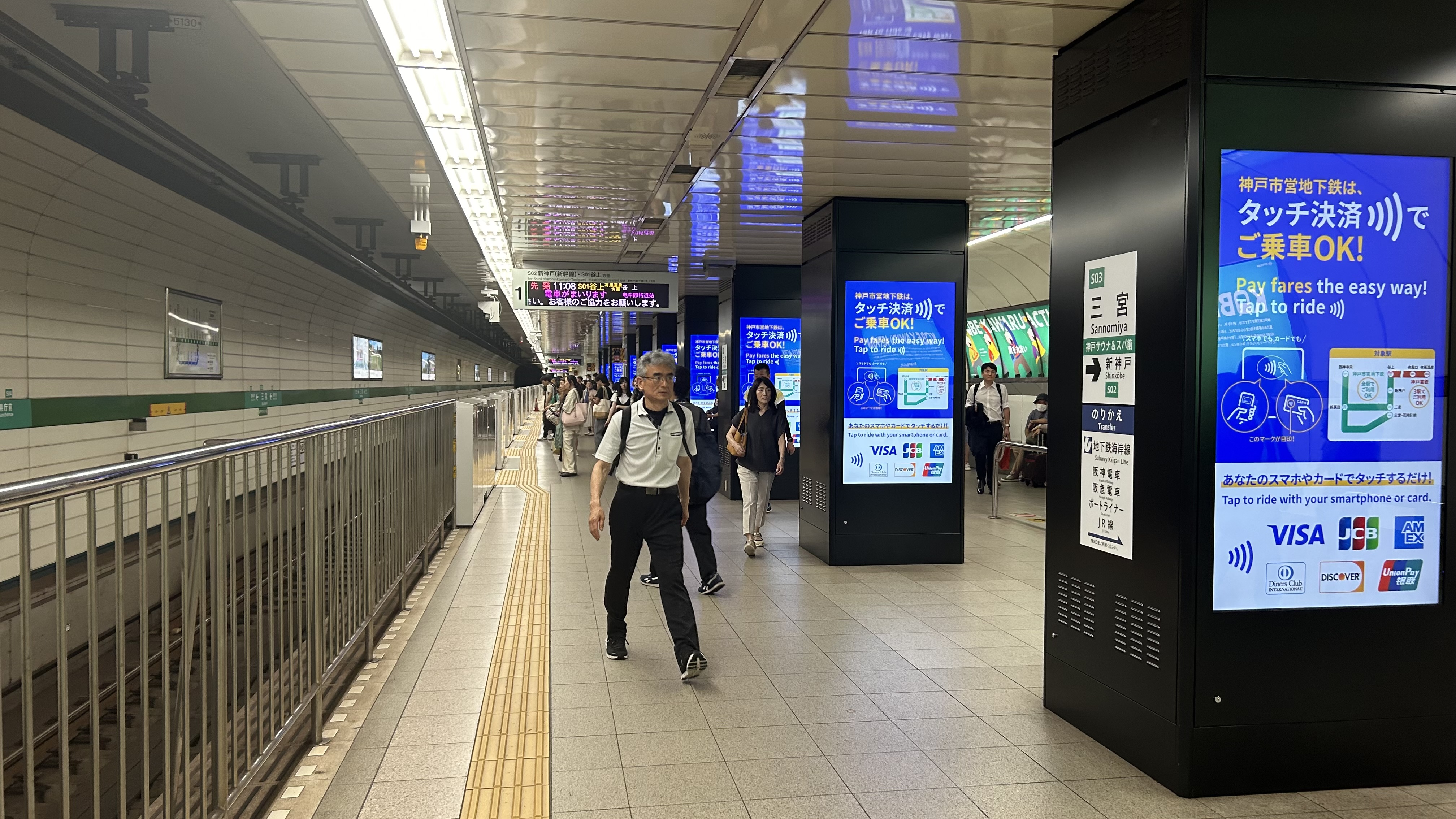
1番線プラットホーム（ホームドア設置後）
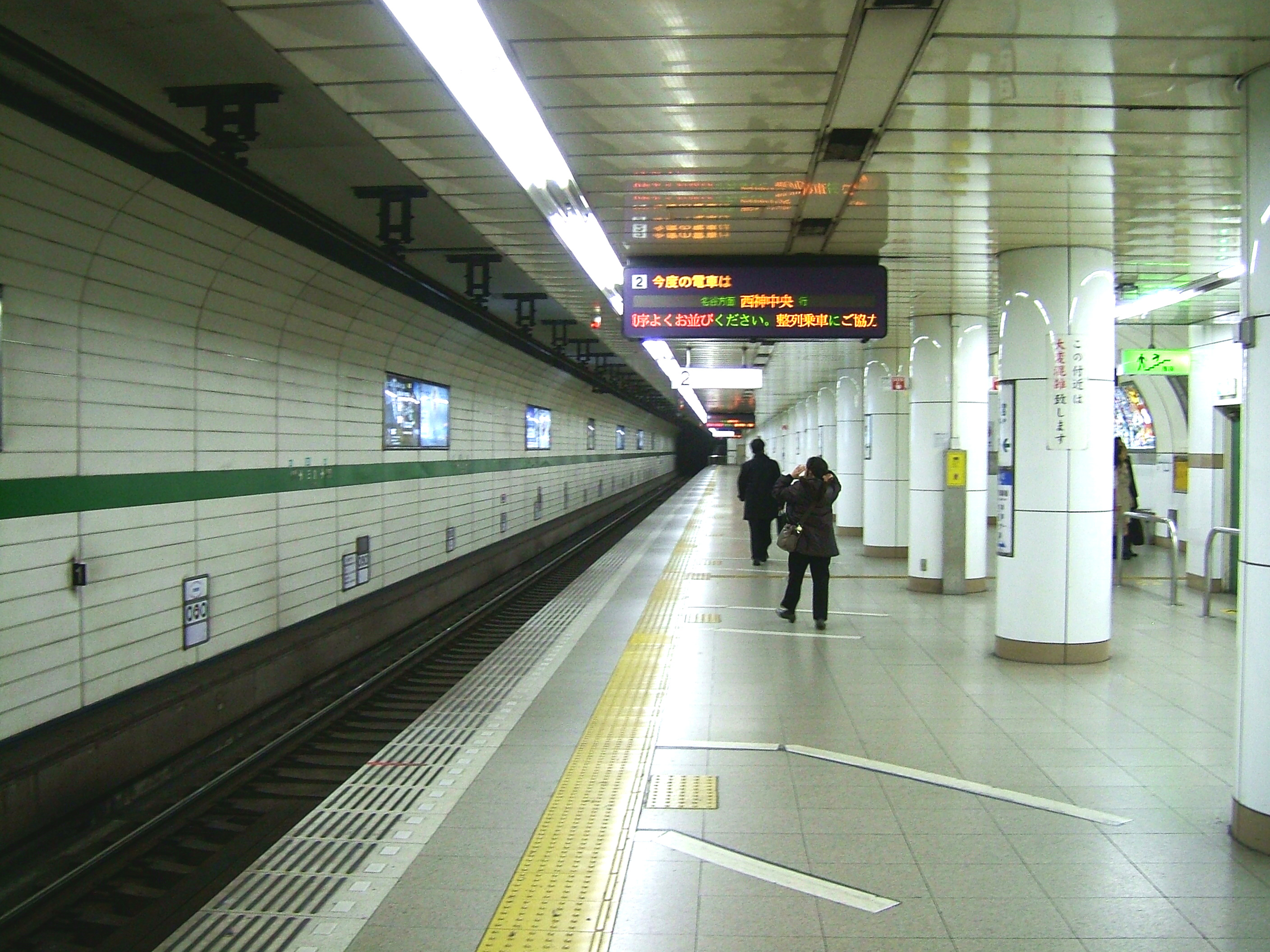
2番線プラットホーム（ホームドア設置前）
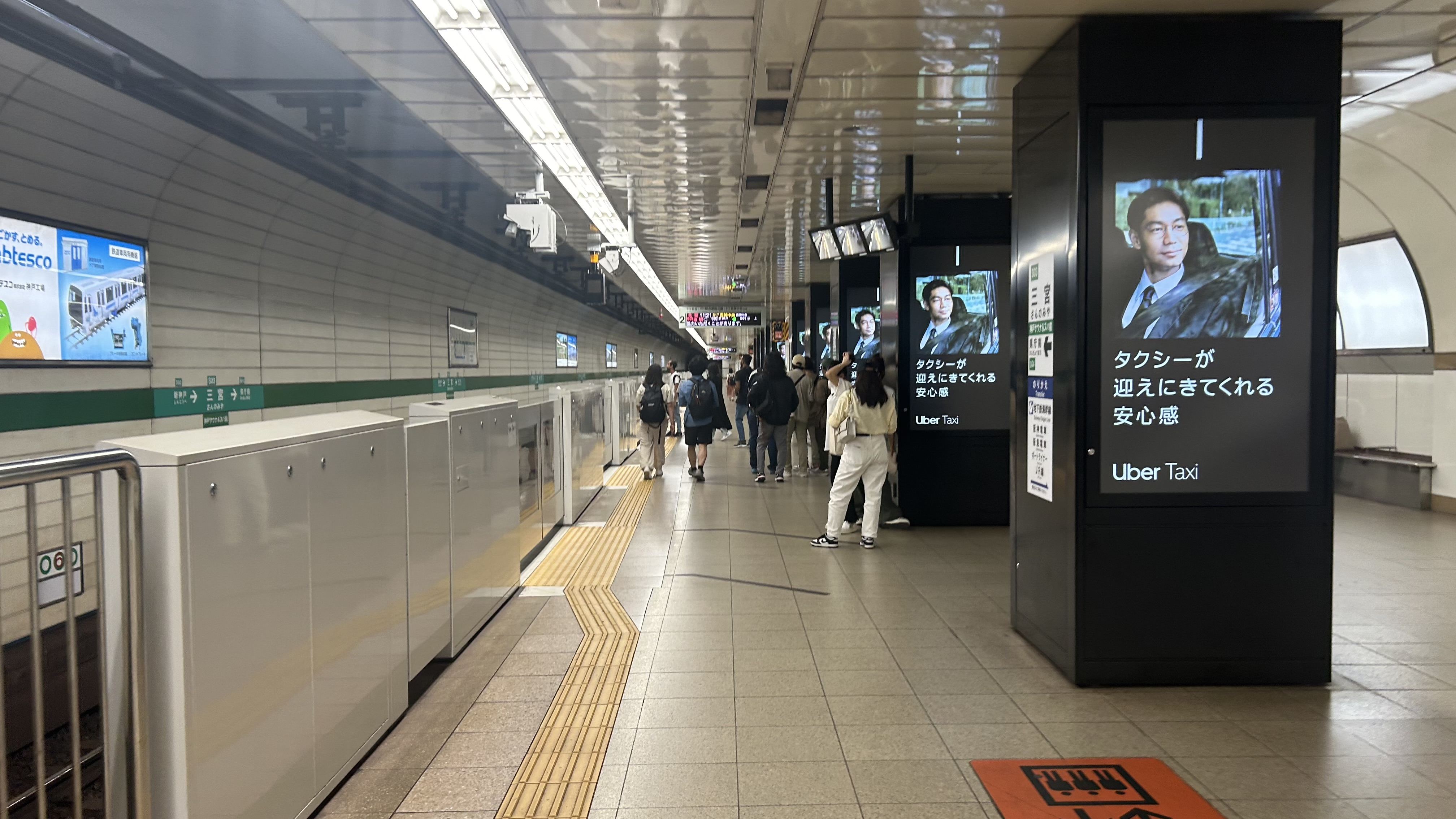
2番線プラットホーム（ホームドア設置後）
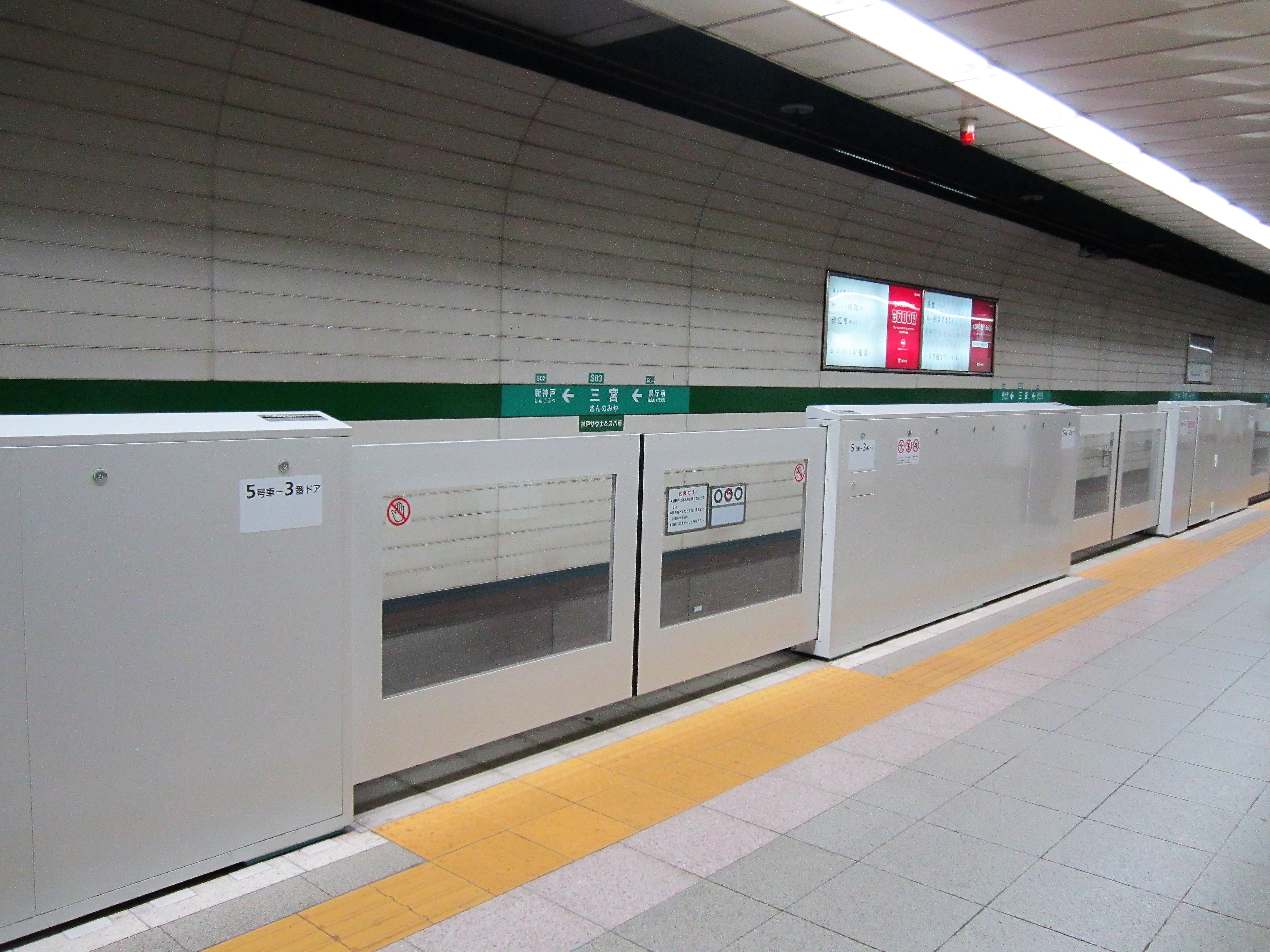
設置されたホームドア（1番線）
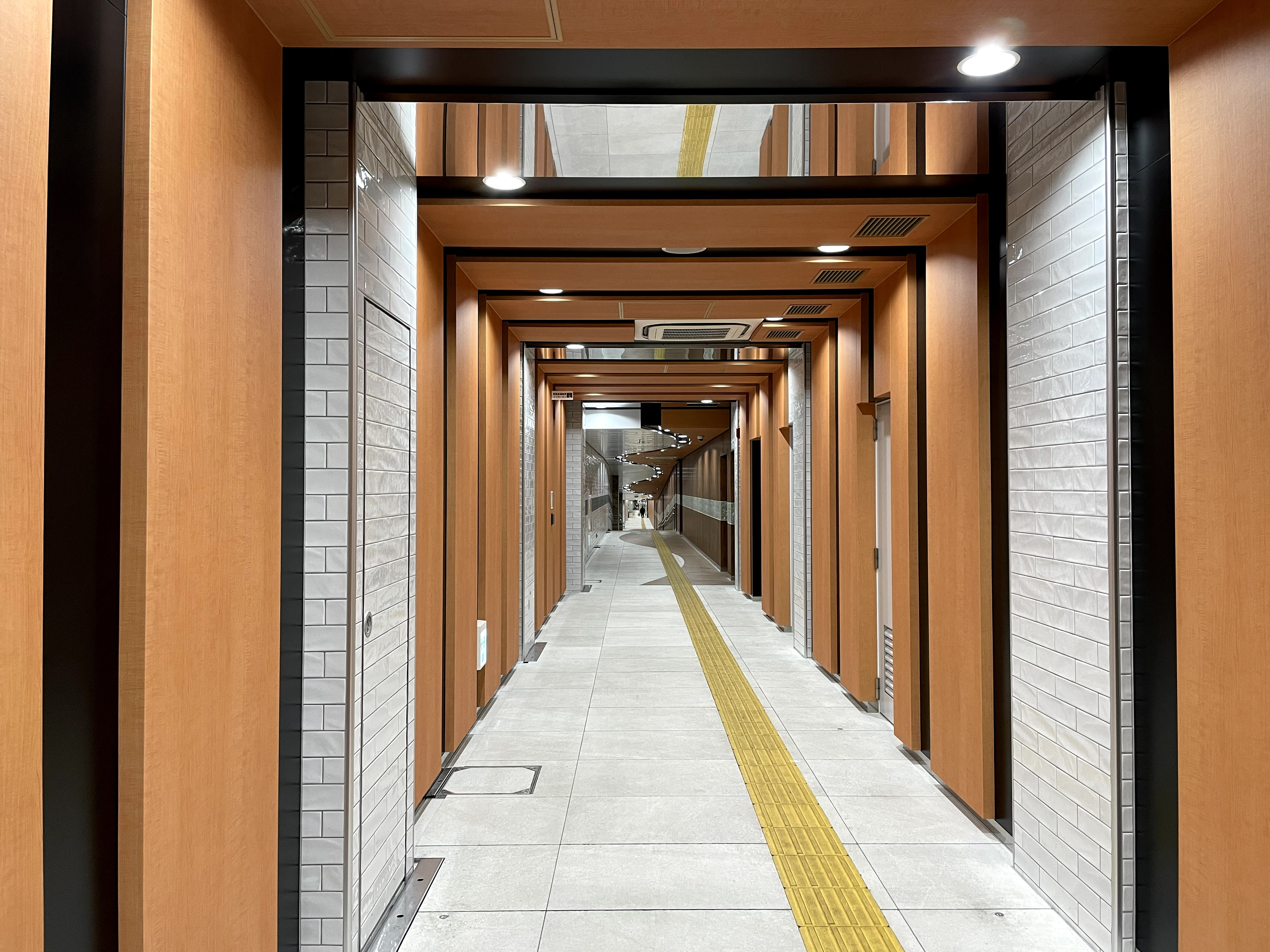
東西連絡通路（改札外）

### 出口
海岸線・阪神へは東出口4 JR線・ポートライナーへは東出口3 阪急へは阪急電車連絡口が最寄りである
| 出口番号       | 位置                                   | 接続改札 | 備考             |
| -------------- | -------------------------------------- | -------- | ---------------- |
| 東出口1        | 北緯34度41分42.5秒 東経135度11分37.3秒 | 東改札口 |                  |
| 東出口2        | 北緯34度41分41.9秒 東経135度11分38.3秒 | 東改札口 |                  |
| 東出口3        | 北緯34度41分40.1秒 東経135度11分39.2秒 | 東改札口 | エレベーターあり |
| 東出口4        | さんちか 阪神神戸三宮駅直結            | 東改札口 |                  |
| 東出口7        | 北緯34度41分39.2秒 東経135度11分35.6秒 | 東改札口 | エレベーターあり |
| 東出口8        | 北緯34度41分40.2秒 東経135度11分34.5秒 | 東改札口 | エレベーターあり |
| 阪急電車連絡口 | 阪急神戸三宮駅直結                     | 東改札口 | エレベーターあり |
| 西出口1        | 北緯34度41分35.5秒 東経135度11分28.6秒 | 西改札口 |                  |
| 西出口2        | 北緯34度41分37.4秒 東経135度11分30.4秒 | 西改札口 |                  |
| 西出口3        | 北緯34度41分36.1秒 東経135度11分27.9秒 | 西改札口 |                  |

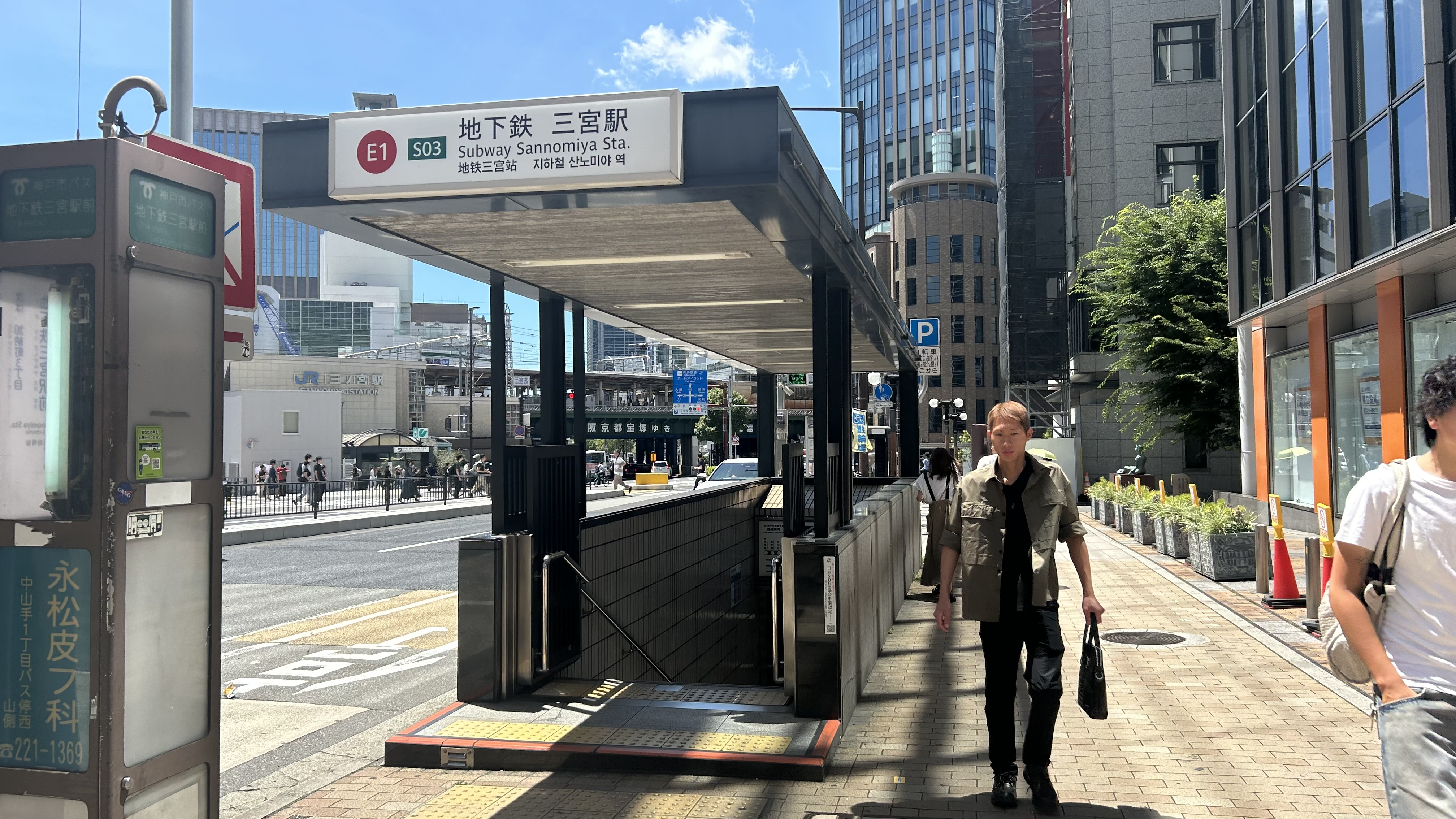
東出口1
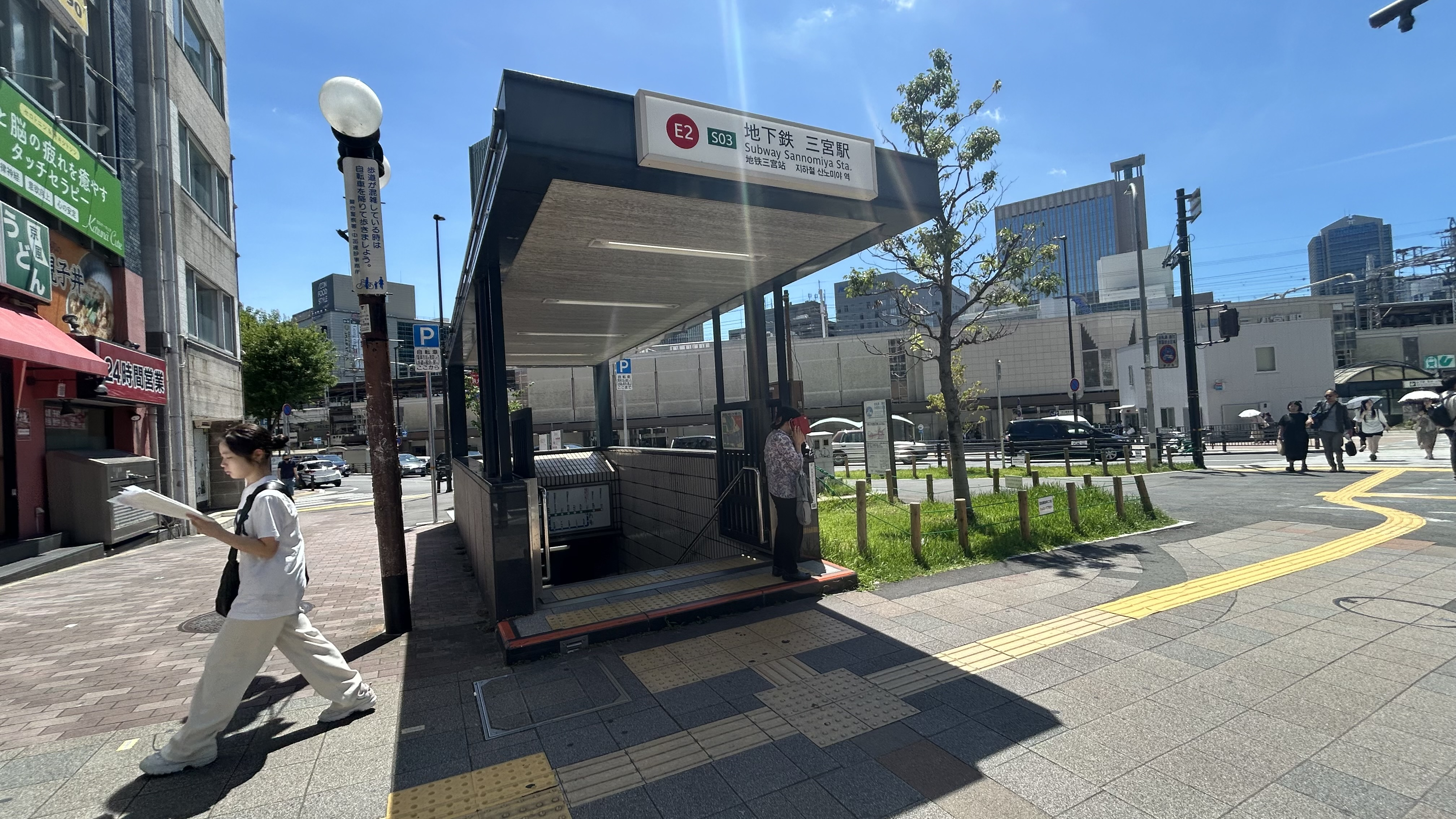
東出口2
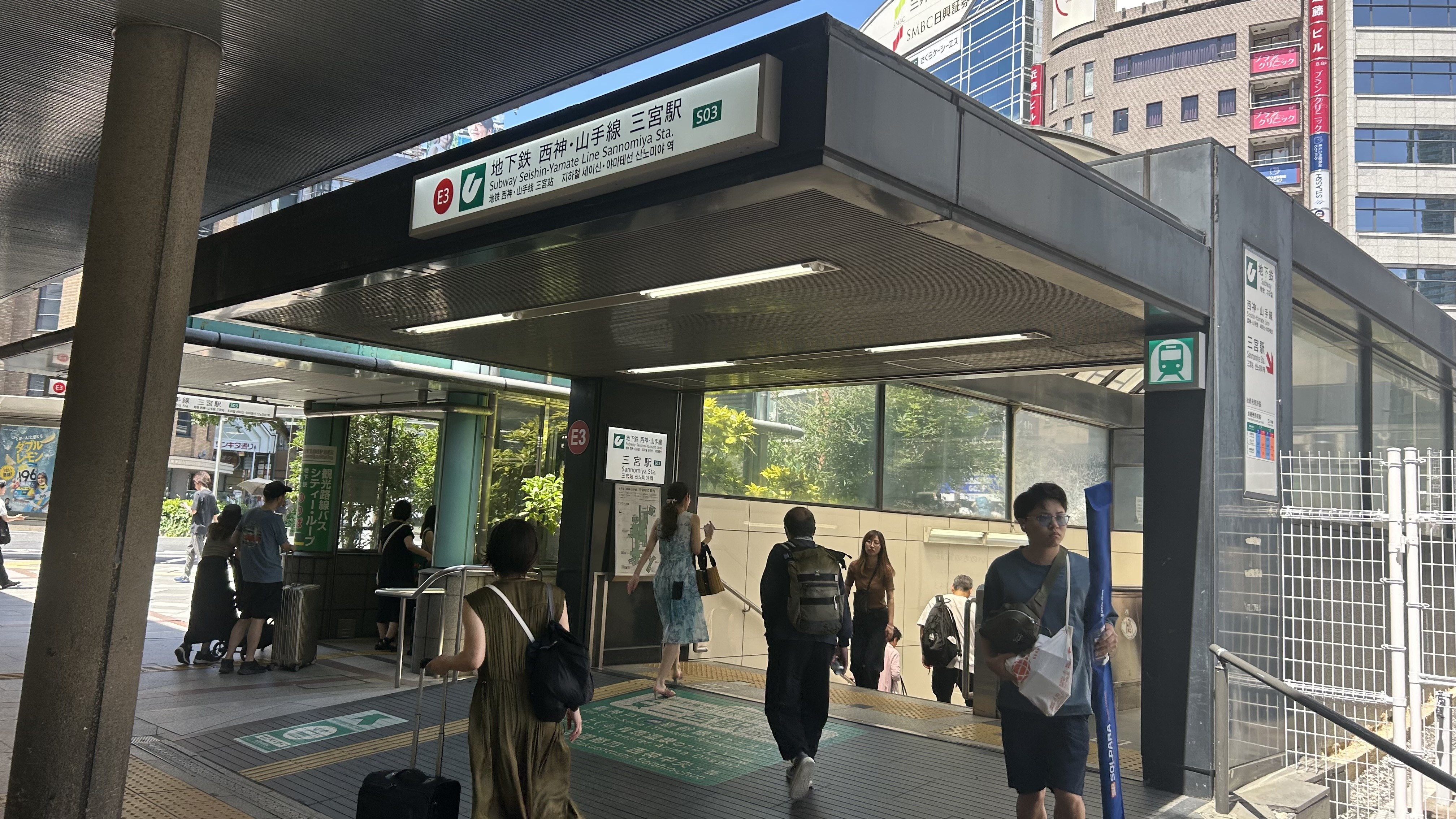
東出口3
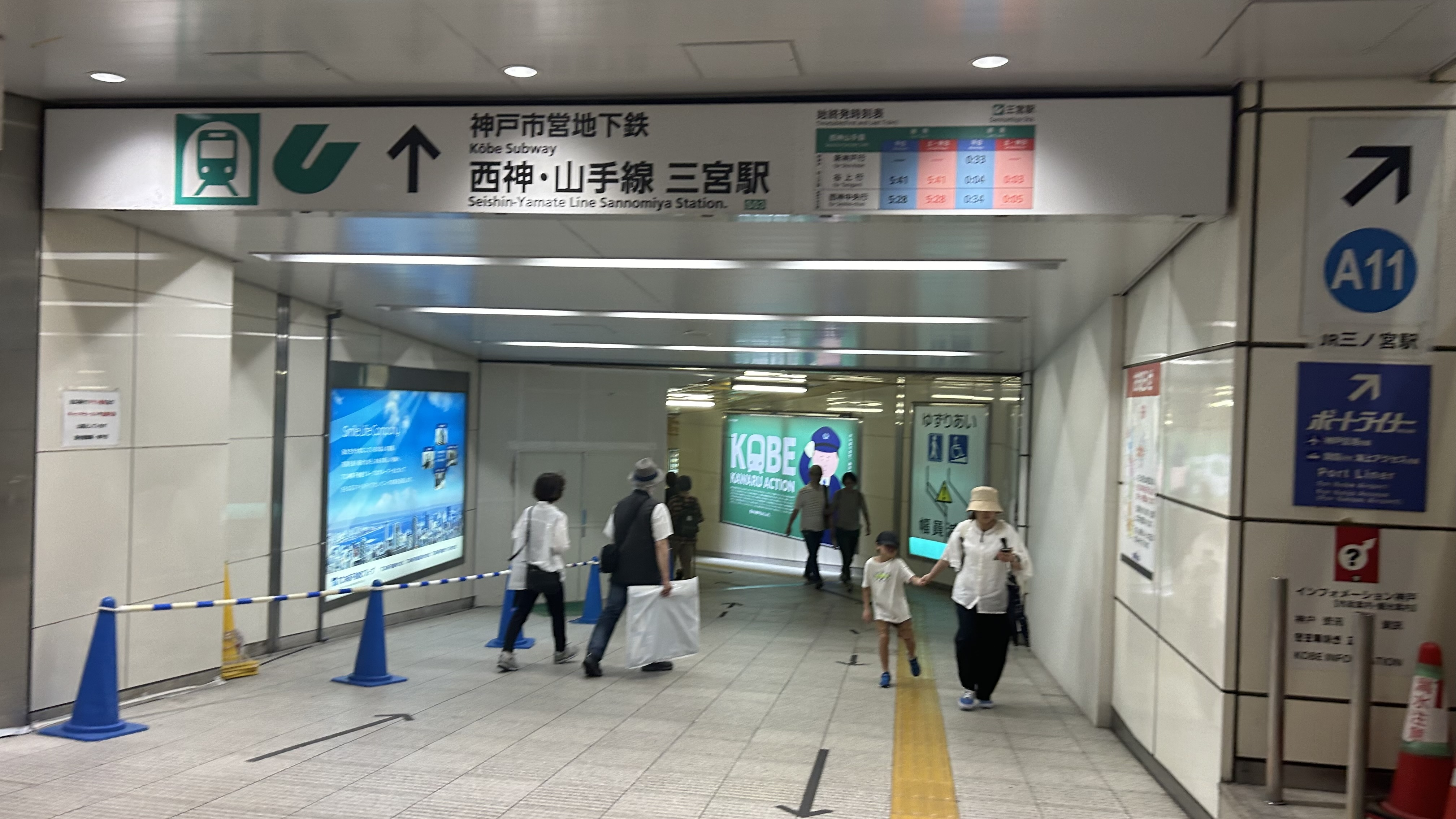
東出口4
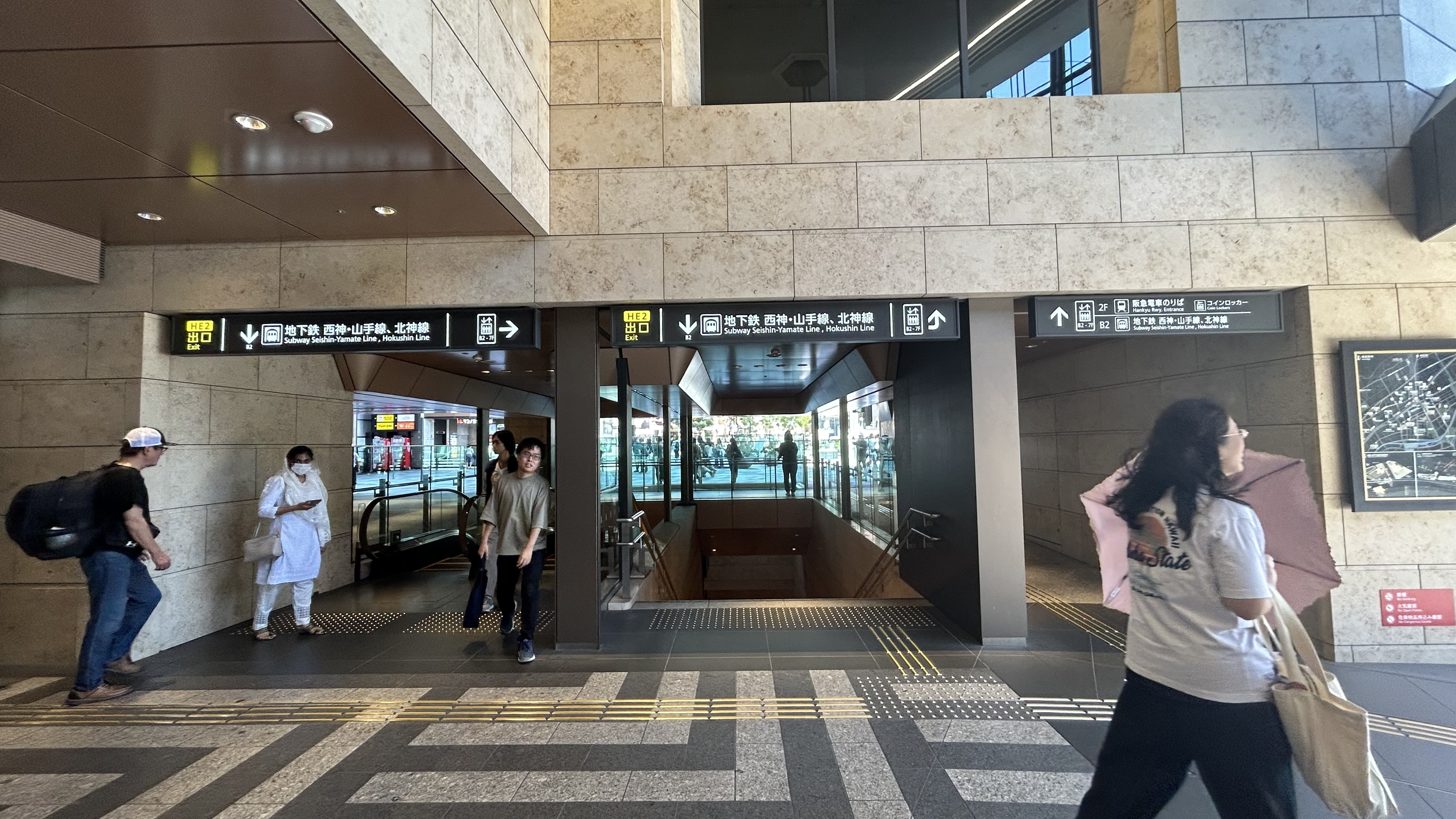
阪急電車連絡口
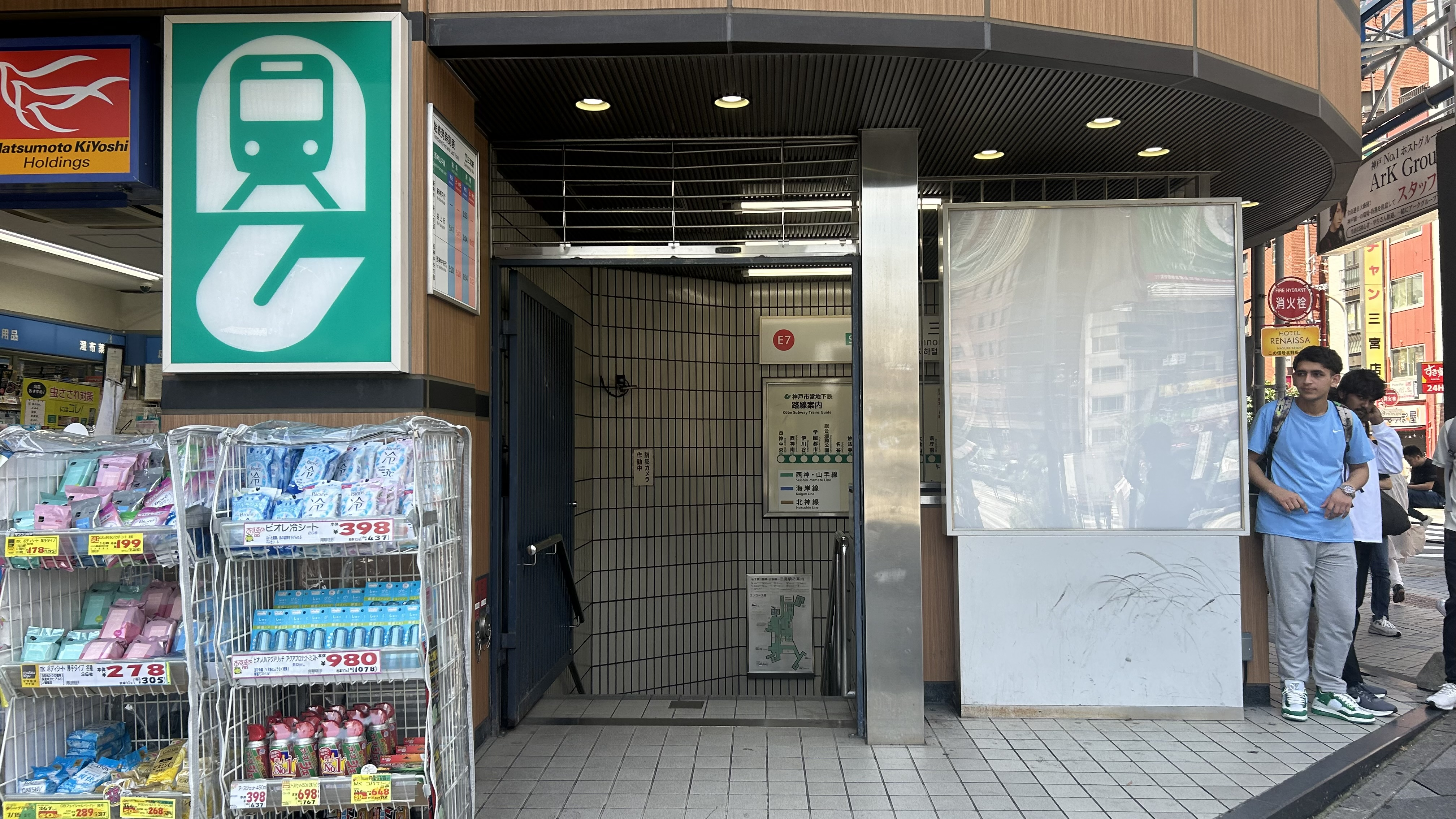
東出口7
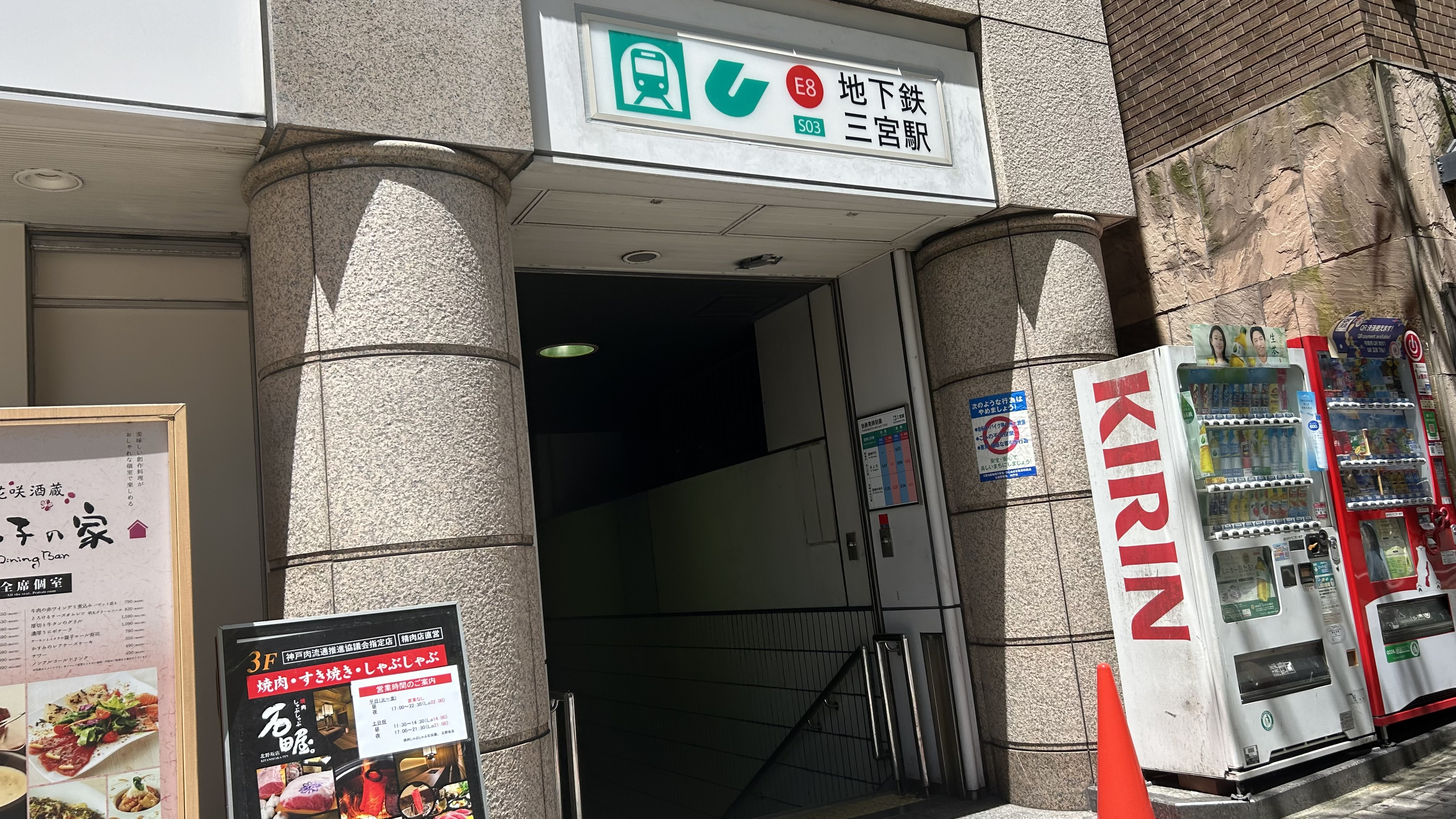
東出口8
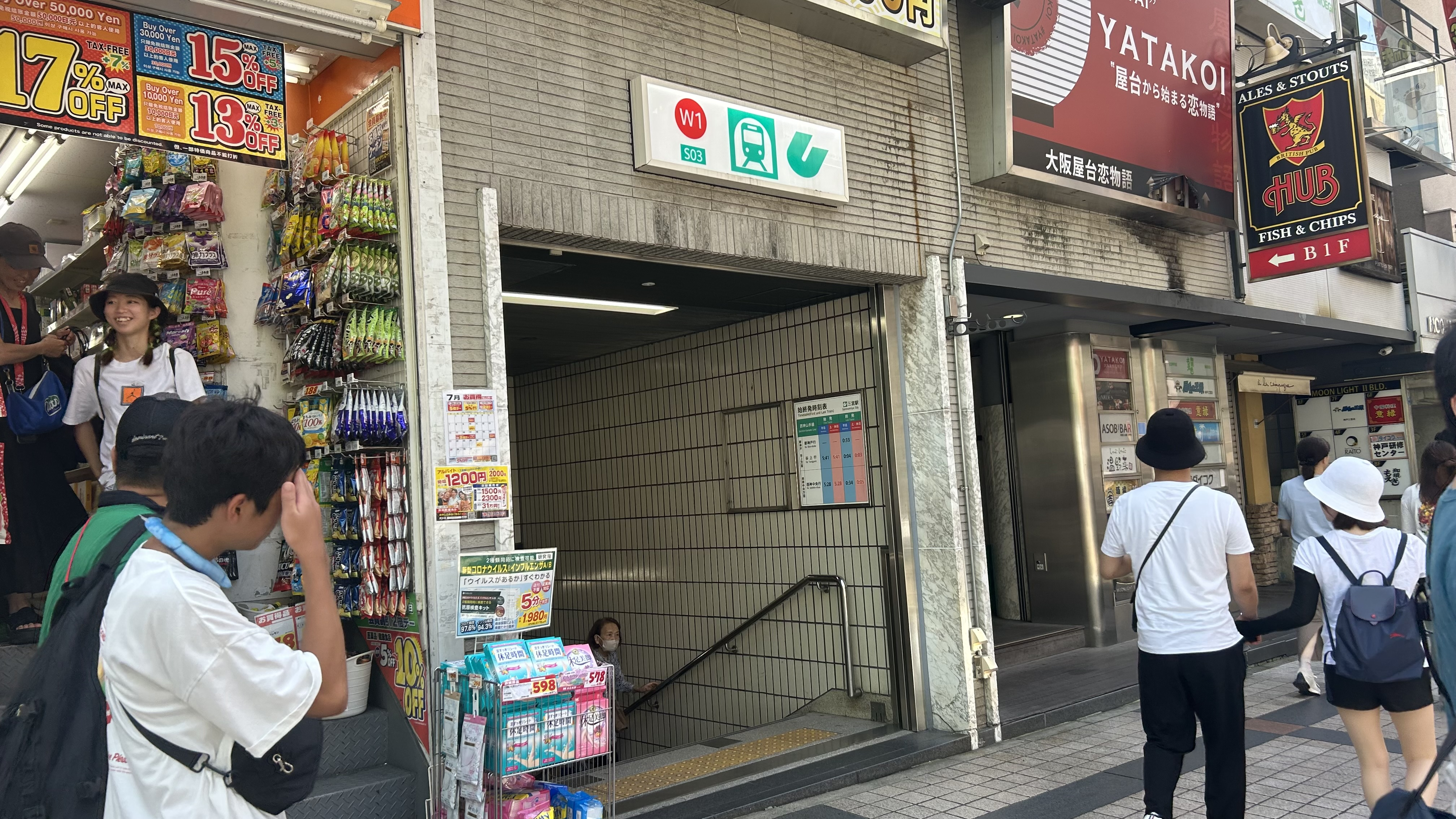
西出口1
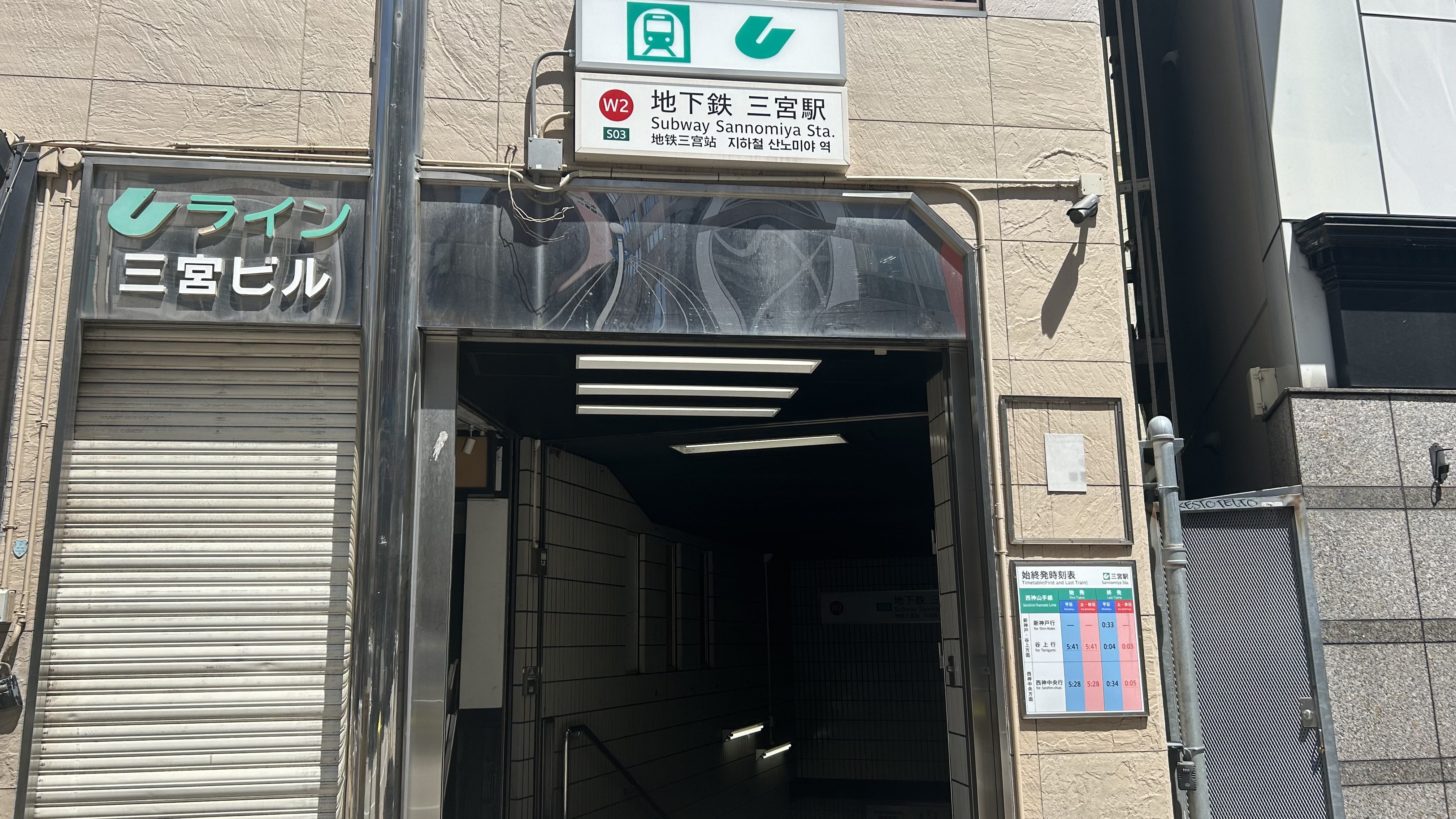
西出口2
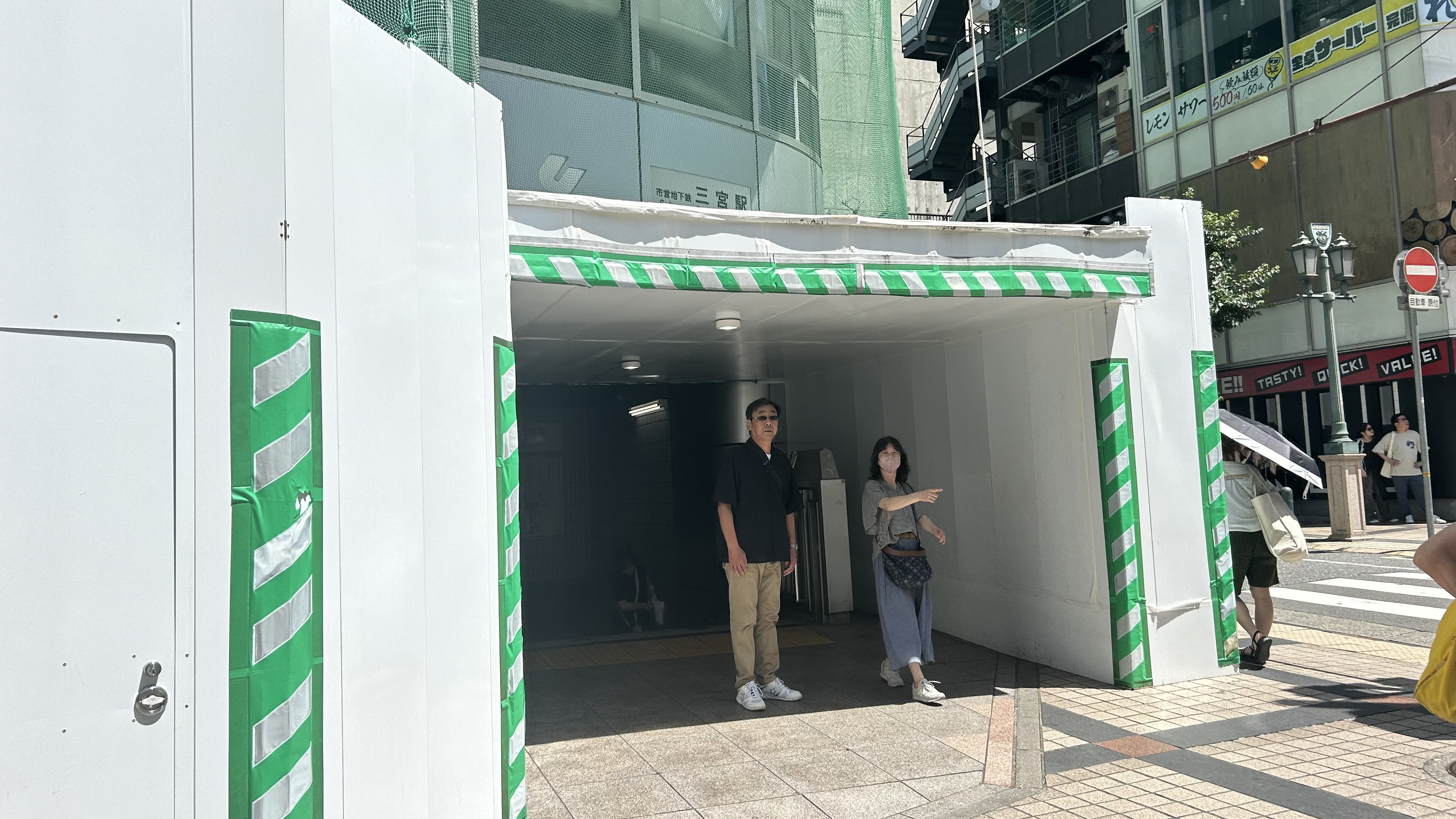
西出口3

## 利用状況
- 2022年度の1日平均乗車人員は56,078人である[15][16]。
同局の駅では第1位。2001年7月に海岸線が開業したことにより、2002年度は前年度より4,700人程度減少し、6万人を下回った。しかし、2004年度からは再度上昇傾向となり、2009年度に6万人を上回った。

### 年度別一日平均乗車人員
各年度の一日平均乗車人員は下表のとおりである。
| 年度               | 1日平均 乗車人員 | 増加率 |
| ------------------ | ---------------- | ------ |
| 1995年（平成07年） | 17,464           |        |
| 1996年（平成08年） | 71,525           | 1.0%   |
| 1997年（平成09年） | 69,917           | -2.2%  |
| 1998年（平成10年） | 69,005           | -1.3%  |
| 1999年（平成11年） | 66,484           | -3.7%  |
| 2000年（平成12年） | 62,823           | -5.5%  |
| 2001年（平成13年） | 62,585           | -0.4%  |
| 2002年（平成14年） | 57,899           | -7.5%  |
| 2003年（平成15年） | 57,099           | 0.4%   |
| 2004年（平成16年） | 56,599           | -0.9%  |
| 2005年（平成17年） | 56,684           | 0.1%   |
| 2006年（平成18年） | 57,734           | 1.9%   |
| 2007年（平成19年） | 58,598           | 1.5%   |
| 2008年（平成20年） | 59,250           | 1.1%   |
| 2009年（平成21年） | 60,242           | 1.7%   |
| 2010年（平成22年） | 60,835           | 1.0%   |
| 2011年（平成23年） | 60,824           | 0.0%   |
| 2012年（平成24年） | 61,730           | 1.5%   |
| 2013年（平成25年） | 60,732           | -1.6%  |
| 2014年（平成26年） | 59,986           | -1.2%  |
| 2015年（平成27年） | 60,860           | 1.4%   |
| 2016年（平成28年） | 60,578           | -0.5%  |
| 2017年（平成29年） | 61,204           | 1.0%   |
| 2018年（平成30年） | 61,642           | 0.7%   |
| 2019年（令和元年） | 60,789           | -1.4%  |
| 2020年（令和02年） | 44,495           | -26.8% |
| 2021年（令和03年） | 48,724           | 9.5%   |
| 2022年（令和04年） | 56,078           | 15.1%  |

## 特記事項
- 神戸新交通・神戸市交通局の各三宮駅、阪神電気鉄道・阪急電鉄の各神戸三宮駅や、西日本旅客鉄道（JR西日本）の三ノ宮駅、市営地下鉄海岸線の三宮・花時計前駅はどの駅も町名の「三宮町」に位置していない。これは、本来の三宮が三宮神社の周辺にあるのに対して、街の東側（旧居留地の東側）が三宮として発展したことが原因である[要出典]。なお、「三宮町」には地下鉄海岸線の旧居留地・大丸前駅がある。

## 隣の駅
※括弧内の英数字は駅番号を示す。
神戸市営地下鉄
 西神・山手線
新神戸駅 (S02) - 三宮駅 (S03) - 県庁前駅 (S04)